# Liphistius phuketensis
Espèce
Liphistius phuketensis est une espèce d'araignées mésothèles de la famille des Liphistiidae.

## Distribution
Cette espèce est endémique de Thaïlande.

## Étymologie
Son nom d'espèce, composé de phuket et du suffixe latin -ensis, « qui vit dans, qui habite », lui a été donné en référence au lieu de sa découverte, la province de Phuket.

## Publication originale
- Schwendinger, 1998 : Five new Liphistius species (Araneae, Mesothelae) from Thailand. Zoologica Scripta, vol. 27, no 1, p. 17-30.